# Хлебное (Белогорский район)
Хле́бное (до 1948 года Колпа́к ; укр.  Хлібне, крымскотат. Qalpaq, Къалпакъ) — село в Белогорском районе Республики Крым, входит в состав Муромского сельского поселения (согласно административно-территориальному делению Украины — Муромского сельсовета Автономной Республики Крым).

## Население
| 2001 | 2014 |
| ---- | ---- |
| 297  | ↘235 |

Всеукраинская перепись 2001 года показала следующее распределение по носителям языка
| Язык             | Процент |
| ---------------- | ------- |
| русский          | 49.16   |
| крымскотатарский | 24.92   |
| украинский       | 7.74    |
| другие           | 18.18   |

### Динамика численности
| - 1889 год — 131 чел. - 1892 год — 101 чел. - 1900 год — 107 чел. - 1915 год — 223/4 чел. - 1926 год — 272 чел. | - 1989 год — 399 чел. - 2001 год — 297 чел. - 2009 год — 282 чел. - 2014 год — 235 чел. |

## Современное состояние
На 2017 год в Хлебном числится 5 улиц; на 2009 год, по данным сельсовета, село занимало площадь 64,4 гектара на которой, в 100 дворах, проживало 282 человека. В селе действуют сельский клуб, фельдшерско-акушерский пункт. Хлебное связано автобусным сообщением с райцентром и соседними населёнными пунктами.

## География
Хлебное — село на северо-западе района, в степной зоне Крыма, в балке Колпак, левом притоке реки Восточный Булганак, на границе с Кировским районом, высота центра села над уровнем моря — 130 м. Ближайшие сёла: Пруды Кировского района — 2,5 км на восток и Муромское — 2,5 км на юг.
Расстояние до райцентра — около 26 километров (по шоссе), до ближайшей железнодорожной станции Кировская (на линии Джанкой — Феодосия) — примерно 40 километров. Транспортное сообщение осуществляется по региональной автодороге 35Н-108 Хлебное — Сенное (по украинской классификации — С-0-10331)

## Название
Первоначально селение называлось «Колпак» — одно из местных названий разновидности известняка-ракушечника средней пористостости меотиса, добываемого в Крыму.

## История
Первое документальное упоминание села встречается в Камеральном Описании Крыма… 1784 года, судя по которому, в последний период Крымского ханства Кырк входил в Ширинский кадылык Кефинского каймаканства.
После присоединения Крыма к России 8 февраля 1784 года вследствие эмиграции татар в Турцию, Кырк опустел и пребывал в таком состоянии до 2-й половины XIX века.
На военно-топографических картах 1817, 1836, как и на 1842 и 1865 годов Кырк (Колпак) значится либо пустующим, либо развалинами, нет его и в «Списке населённых мест Таврической губернии по сведениям 1864 года».
Между 1865 и 1871 годами в деревню заселили болгарских колонистов, так как при образовании 4 июня 1871 года, согласно III статьи «Правил об общественном и поземельном устройстве поселян-собственников, бывших иностранных колонистов» Кишлавской волости Колпак включили в её состав уже как действующее поселение. В «Памятной книге Таврической губернии 1889 года», по результатам Х ревизии 1887 года записан Калпак, с 20 дворами и 131 жителем. На верстовой карте 1890 года в деревне Николаевка, также Ачил и Колпак, обозначено 27 дворов с болгарским населением. Затем деревню передали в Шейих-Монахскую волость. По «…Памятной книжке Таврической губернии на 1892 год» в Колпак, входившей в Семенское сельское общество, числился 101 житель в 15 домохозяйствах.
После земской реформы 1890-х годов, которая в Феодосийском уезде прошла после 1892 года, деревню приписали к Андреевской волости. По «…Памятной книжке Таврической губернии на 1902 год» в деревне Колпак, входившей в Семенское сельское общество, числилось 107 жителей в 17 дворах.
Затем деревню вновь подчинили Кишлавской волости и по Статистическому справочнику Таврической губернии. Ч.II-я. Статистический очерк, выпуск пятый Феодосийский уезд, 1915 год, в деревне Колпак Кишлавской волости Феодосийского уезда числилось 40 дворов (все дворы с землёй) с болгарским населением в количестве 223 человек приписных жителей и 4 «посторонних», из которых 118 мужчин и 109 женщин. Жители владели 1140 десятинами удобной земли. В хозяйствах имелось 160 лошадей, 200 волов, 72 коровы и 3000 голов овец, свиней, или коз.
После установления в Крыму Советской власти, по постановлению Крымревкома от 8 января 1921 года была упразднена волостная система и село вошло в состав вновь созданного Карасубазарского района Симферопольского уезда, а в 1922 году уезды получили название округов. 11 октября 1923 года, согласно постановлению ВЦИК, в административное деление Крымской АССР были внесены изменения, в результате которых округа ликвидировались, Карасубазарский район стал самостоятельной административной единицей и село включили в его состав. Согласно Списку населённых пунктов Крымской АССР по Всесоюзной переписи 17 декабря 1926 года, в селе Колпак, Семенского (с 1945 года — Холмогорского) сельсовета Карасубазарского района, числилось 54 двора, из них 52 крестьянских, население составляло 243 человек, из них 218 болгар, 11 украинцев 4 русских, 2 грека, 1 немец, 7 записаны в графе «прочие», действовала болгарская школа. В 1929 году образован колхоз «Гигант», включавший все сёла сельсовета, из которого в том же году выделен колхоз «1-я пятилетка» с центром в селе Колпак. По данным всесоюзной переписи населения 1939 года в селе проживало 257 человек.
В 1944 году, после освобождения Крыма от фашистов, согласно Постановлению ГКО № 5984сс от 2 июня 1944 года, 27 июня крымские болгары были депортированы в Пермскую область и Среднюю Азию. 12 августа 1944 года было принято постановление № ГОКО-6372с «О переселении колхозников в районы Крыма», в исполнение которого в район завезли переселенцев: 6000 человек из Тамбовской и 2100 — Курской областей, а в начале 1950-х годов последовала вторая волна переселенцев из различных областей Украины. С 25 июня 1946 года Колпак в составе Крымской области РСФСР. Указом Президиума Верховного Совета РСФСР от 18 мая 1948 года, Колпак переименовали в Хлебное. В 1952 году мелкие хозяйства были объединены в колхоз им. М. И. Калинина с центральной усадьбой в Муромском. 26 апреля 1954 года Крымская область была передана из состава РСФСР в состав УССР. Время упразднения Холмогорского сельсовета и переподчинения села Хлебновскому (на 15 июня 1960 года село уже числилось в его составе), как и Муромскому пока не установлено, известно, что это произошло до 1 января 1968 года. По данным переписи 1989 года в селе проживало 399 человек. С 12 февраля 1991 года село в восстановленной Крымской АССР, 26 февраля 1992 года переименованной в Автономную Республику Крым. С 21 марта 2014 года в составе Крыма аннексировано Россией.